# Alchemilla latifolia
Alchemilla latifolia é uma espécie de rosácea do gênero Alchemilla, pertencente à família Rosaceae.